# Sentier des coteaux de Saint-Michel
Le sentier des coteaux de Saint-Michel est un chemin de Randonnée pédestre situé sur les promontoires boisés de la ville d'Évreux, dans le département de l'Eure, en Normandie, à la lisière du Quartier Saint-Michel et du quartier Navarre. En amont se situe l'église Saint-Michel d'Évreux de la paroisse saint-Jean-Baptiste du Val-Iton. Ce sentier fait partie du réseau de classement de la biodiversité Natura 2000. Le sentier surplombe les vignobles d'Évreux, l'un des derniers lieux de viticulture en Normandie et le seul troupeau municipal de France.

## Histoire
Au XIIIe siècle, les coteaux de saint Michel sont la propriété des moines bénédictins de l'église Saint-Taurin d'Évreux.
Au XVIIe siècle, l'ancienne église Saint-Michel d'Évreux est construite par Saint Jean Eudes.
En 1921, le village de Saint-Michel-des-Vignes est rattaché à Evreux.
En 1958, l'église saint Michel d'Evreux est construite par Maurice Novarina puis la paroisse saint-Jean-Baptiste du Val-Iton en 1964.
En 2008, le premier troupeau municipal de moutons naît à l'initiative de Jean-Louis Debré. En 2014, la première vigne de Saint-Michel est replantée après avoir quasiment disparue dans les années 1970.